# Kemény Kari Erzsébet
Kemény Kari Erzsébet (Budapest, 1950. január 23. – Oslo, 2021. április 21.) Magyar Arany Érdemkereszt, Karel Čapek-, illetve Bastian-díjas norvég–magyar műfordító. A magyar mellett angolból, franciából és spanyolból is fordított norvégra, illetve norvégról.

## Életpályája
Budapesten született, édesapja Kemény Ferenc műfordító, diplomata volt (12 nyelven beszélt folyékonyan), édesanyja norvég származású volt. Norvégiába 1957-ben, gyermekként került. Ott színháztudományt, spanyolt és franciát tanult. Tanulmányainak befejezése után kezdett el fordítani. Azóta dolgozott fordítóként, mint szabadúszó.
2020-ban, a fordító 70. életéve betöltésének évében addigi, a magyar kultúra népszerűsítése érdekében kifejtett munkássága elismeréseként Magyarország norvégiai nagykövete, Sikó Anna Mária átadta Kemény Kari Erzsébetnek a Magyar Arany Érdemkereszt kitüntetést.

## Magyar nyelvről norvég nyelvre fordított művek
- Dragomán György – A fehér király
- Esterházy Péter – Egy nő
- Esterházy Péter – Semmi művészet
- Esterházy Péter – Harmonia caelestis
- Esterházy Péter – A szív segédigéi
- Füst Milán: A feleségem története
- Kertész Imre – Sorstalanság
- Kertész Imre – A kudarc
- Kertész Imre – Felszámolás
- Kertész Imre – K. dosszié
- Konrád György – Kerti mulatság
- Konrád György – Kőóra
- Kosztolányi Dezső – Édes Anna
- Krasznahorkai László – Sátántangó
- Krúdy Gyula – Napraforgó
- Márai Sándor – A gyertyák csonkig égnek
- Márai Sándor – Eszter hagyatéka
- Nádas Péter – Párhuzamos történetek
- Szabó Magda – Az ajtó
- Szabó Magda – Pilátus
- Szabó Magda – Az őz
- Vámos Miklós – Zenga zének

A fentieken kívül számos magyar klasszikus (Füst Milán, Kosztolányi Dezső, Krúdy Gyula, Márai Sándor), illetve kortárs szerző (Dragomán György, Esterházy Péter, Kertész Imre, Konrád György, Krasznahorkai László, Nádas Péter, Szabó Magda, Vámos Miklós) műveinek norvégra fordítása fűződik a nevéhez.
A gyertyák csonkig égnek című fordítását 2001-ben Bastian-díjjal ismerték el Norvégiában.

## Díjai
- Karel Čapek-díj (2014)[4]
- Bastian-díj
- Magyar Arany Érdemkereszt (2020)